# National Museum of the Royal Navy

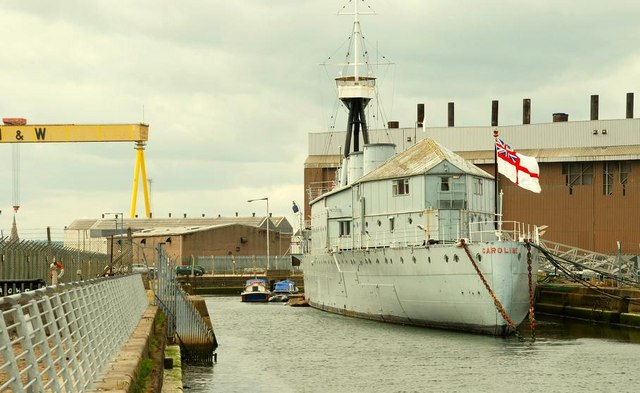
Die HMS Caroline liegt am Alexandra-Dock in Belfast

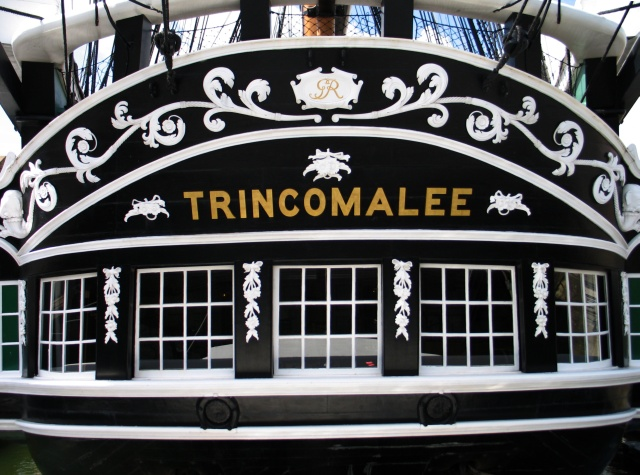
Heck der HMS Trincomalee

Das National Museum of the Royal Navy (kurz NMRN, deutsch „Nationales Museum der Königlichen Marine“) ist der Dachverband der britischen Marinemuseen. Es umfasst elf Standorte innerhalb des Vereinigten Königreichs.
Entsprechend den vielfältigen Aufgaben der Marine, die nicht nur auf See (englisch Surface Fleet) und unter Wasser (englisch Submarine Service) operiert, werden unterschiedliche Schwerpunkte gesetzt. Dazu gehören über Marinesoldaten, Kriegsschiffe und U-Boote hinaus, die Royal Marines, also die britische Marineinfanterie, die Marinefliegerei, die Waffentechnik und besonders  beeindruckende historische Schiffe. Diese liegen in Museumshäfen wie dem Portsmouth Historic Dockyard. Beispielsweise kann Admiral Nelsons berühmte Victory von 1765 ebenso besichtigt werden wie die Warrior aus dem Jahr 1860 und die Caroline, die 1916 an der Skagerrakschlacht teilgenommen hat.

## Exponate und Standorte
- Der Leichte Kreuzer Caroline nahm 1916 an der Skagerrakschlacht teil und ist seit Juni 2016 als Museumsschiff im Hafen von Belfast zu besichtigen (Bild).[2]
- Die Trincomalee (Bild) ist eine 1817 gebaute Fregatte und das älteste noch schwimmende Schiff des Königreichs. Sie liegt im historischen Teil des Docks der nordenglischen Stadt Hartlepool.[3]
- M33 ist ein Monitor von 1915, der an der Schlacht von Gallipoli teilgenommen hat. Das Schiff liegt im Trockendock der Marinebasis Portsmouth.[4]
- Das National Museum of the Royal Navy Portsmouth liegt unweit des Museumshafens Historic Dockyard von Portsmouth.[5]
- Das Fleet Air Arm Museum ist Teil der Royal Naval Air Station Yeovilton nahe Yeovil in Südengland und dem Fleet Air Arm, also den britischen Marinefliegern gewidmet.[6]
- Das Royal Navy Submarine Museum illustriert die Geschichte der britischen U-Boote. Es befindet sich in der südenglischen Hafenstadt Gosport.[7]
- Bei der Victory, Nelsons Flaggschiff in der Seeschlacht von Trafalgar, handelt es sich um eins der berühmtesten Schiffe überhaupt. Es kann als Museumsschiff im Hafen von Portsmouth besichtigt werden.[8]
- Die Warrior war das erste ozeantaugliche Panzerschiff und ist seit 1987 ebenso im Hafen von Portsmouth öffentlich zugänglich.[9]
- Das Explosion Museum ist ein weiterer Teil des National Museum of the Royal Navy. Es befindet sich, wie das Royal Navy Submarine Museum, in Gosport und präsentiert anhand unterschiedlicher historischer Kanonen, wie beispielsweise dem britischen Schiffsgeschütz QF 4 inch Mk XV, die Feuerkraft der britischen Marine.[10]